# Тоне (река)
Тоне или Тонегава (яп. 利根川 тонэ-гава) — река в Японии, протекает по территории региона Канто.
Длина реки составляет 322 км, на территории её бассейна (16840 км²) проживает около 12,79 млн человек.
Тоне является второй по длине японской рекой и первой по площади бассейна. Согласно японской классификации, Тоне является рекой первого класса.

## Течение
Исток реки находится на высоте 1834 м, у горы Оминаками (яп. 大水上山, высотой 1831 м) в префектуре Гумма, на территории уезда Тоне. Река течёт среди гор на юг, по пути в неё впадают притоки Акая (赤谷川), Катасина (片品川) и Агацума (吾妻川), после чего в городе Маэбаси река поворачивает на юго-восток. Ниже Маэбаси река объединяется с притоком Карасу (烏川), в который впадают Усуи, Кабура и Канна. Далее в Тоне впадают Хиросе (広瀬川) и Кояма (小山川), а у Курихаси — река Ватарасе.
В городе Нода от реки ответвляется рукав Эдогава, впадающий в Токийский залив. Ниже Тоне течёт через город Мория, где в неё впадает Кину, и город Ториде, где в неё впадает Кокай. В Камису в Тоне впадает вытекающая из озера Касумигаура река Хитатитоне (常陸利根川), после чего река впадает главным руслом в Тихий океан в городе Тёси.
Около 68 % бассейна реки занимает природная растительность, около 23 % — сельскохозяйственные земли, около 8 % застроено.
Среднегодовой расход воды составляет 250 м³/с (Фукава, 布川), максимальный зарегистрированный — 17000 м³/с (Яттадзима, 八斗島, максимальный рассчитанный там расход — около 22000 м³/с, в сентябре 1947 года).
Крупнейшими притоками реки являются Кину (длина — 176,7 км, площадь бассейна — 1760,6 км²), Кокай (длина — 111,8 км, площадь бассейна — 1043,1 км²), Ватарасе (длина — 107,6 км, площадь бассейна — 2621,4 км²), Канна (длина — 87,4 км, площадь бассейна — 407 км²), Агацума (длина — 76,2 км, площадь бассейна — 1352 км²), Карасу (длина — 61,8 км, площадь бассейна — 470 км²) и Катасина (длина — 60,8 км, площадь бассейна — 673,3 км²).

## Наводнения
В ХХ и XXI веках самые разрушительные наводнения происходили в 1947, 1949, 1950, 1958, 1966, 1982 и 2015 годах. Во время наводнения 1947 года было полностью разрушено 5736 и затоплено более 303160 домов; в 1958 году пострадало более 40000 домов; в 1966 году было разрушено 6778 и затоплено 33328 домов.
У реки есть прозвище Бандо Таро (яп. 坂東 太郎 Бандо: Таро:), где Бандо — это старый вариант названия региона Канто, а Таро — распространённое имя для старшего сына.

## История
До периода Эдо у Тоне и её притоков Ватарасе и Кину были свои независимые речные системы, а русло Тоне менялось после каждого наводнения. После того, как в неё впадала Аракава, Тоне текла в Токийский залив по нынешнему руслу реки Сумида. В то же время Ватарасе впадала в Токийский залив, протекая по нынешнему руслу Эдо-гавы. Ситуация изменилась в конце XVI века, когда Токугава Иэясу, став правителем Канто, приказал перенести русло реки восточнее, чтобы защитить регион от частых наводнений. Работы продолжались с с 1594 по 1654 и включали в себя засыпку старых русел нескольких рек и постройку новых. Это был один из крупнейших подобных проектов начала эпохи Эдо.
В XVII столетии, когда регион Канто стал политическим центром Японии, на реке начались инженерные работы для нужд водного транспорта и борьбы с наводнениями. Современное русло большей частью было определено во время эры Мэйдзи.
После переноса русла Тоне на восток река стала важной транспортной артерией, по которой перевозили рис, взымаемый в качестве налога, и многочисленные другие товары, в том числе чай, соевый соус и саке.

## Использование
Первым городом, массово начавшим использовать воду Тоне для водоснабжения, является Такасаки.
На начало XXI века около 75 % питьевой воды Токио забирается из Тоне. Из реки забирается 6,5 млн м³/день для примерно 12 млн жителей. Вода Тоне используется для полива более чем 110 тыс. га полей.
В низовьях по реке проводятся туристические перевозки.

## В астрономии
В честь реки Тоне назван астероид (1266) Тоне, открытый 23 января 1927 года японским астрономом Окуро Оикавой в Токийской астрономической обсерватории